# Kortprosa
 Der er for få eller ingen kildehenvisninger i denne artikel, hvilket er et problem. Du kan hjælpe ved at angive troværdige kilder til de påstande, som fremføres i artiklen.
 For alternative betydninger, se Prosa (flertydig). (Se også artikler, som begynder med Prosa)
Kortprosa er en skønlitterær genre (lige som eksempelvis romanen, digtet og novellen).

## Definition
Kortprosa kan defineres ved bl.a. følgende forhold:
- Den er meget kort.
- Der leges ofte med læserens genre-forventninger, ved at kortprosaen først tager form af at være én bestemt genre, men derefter ændrer disse træk, så læseren bliver i tvivl.
- Der står meget mellem linjerne, og kan derfor være meget svær at forstå.
- Der anvendes ofte showing. Der bliver ikke forklaret så meget, men mennesker adfærd, rum og genstande bliver i stedet derimod beskrevet.
- Den fremstår ofte gådefuld. Den er fuld af "tomme pladser"/"sorte huller", altså ingen facitliste.
- Kortprosaen er øjebliksfikseret, dvs. der fokuseres ofte på enkelte øjeblikke eller genstande.
- Små ubetydelige og vægtløse pointer kan pludselig vendes og få stor værdi for: læserens oplevelse og tekstens pointe.
- Fortælleren kommer ofte med fortæller-kommentarer. Dette kaldes også metarefleksion. Fortællerens egne reaktioner og meninger reflekteres i teksten.
- Den har en åben indledning. Fortælleren kaster sig hovedkulds ud i et igangværende forløb. Altså historien starter in medias res.
- Slutningen er ofte uafsluttet, altså en åben slutning. Det er op til læserens frie fantasi at forestille sig historiens mulige fortsættelse.